# Província de Chiang Mai
La província de Chiang Mai és la província de Tailàndia (changwat) més gran en superfície (22.436 km²).  Està situada Tailàndia Septentrional i té una població de 1.792.474 habitants (2022), que fa que sigui la quarta més poblada del país. Té una densitat de població de 81 habitants per quilòmetre quadrat. La província de Chiang Mai limita amb la província de Lampang i de Lamphun, al sud; la província de Tak, al sud-oest; la província de Mae Hong Son, a l'oest; a l'est amb Chiang Rai, a l'est; i amb l'Estat Shan de Myanmar, al nord. La ciutat de Chiang Mai, la seva capital, està a 685 km al nord de Bangkok, a la riba del Pink

## Geografia
Chiang Mai està situada al nord del país. La seva capital està a 685 km de Bangkok. A la província està a les terres altes de Tailàndia i cobreix una superfície de 22.436 km2 . Al nord de la província hi ha les muntanyes de Thanon Thong Chai, serralada en la que hi ha la montanya més alta del país, el Doi Inthanon (2.565 metres d'altitud); i les muntanyes de Khun Tan, a l'est, que estan cobertes per selva pluvial.
El riu Pink, un dels tributaris més importants del Chao Phraya, neix a les montanyes de Daen Lao.

### Parcs nacionals i santuaris de la vida salvatge
A la província hi ha molts parcs nacionals. Els més reconeguts són el Doi Inthanon, el Doi Suthep-Pui, l'Ob Luang, el Sri Lanna, el Huai Nam Dang, el Mae Wang i el Pha Daeng. A la província hi ha una superfície de boscos de 15.404, que representen el 69,6 % del total de la seva superfície.
Chiang Mai té 15 parcs nacionals. A banda dels mencionats hi ha: el Pha Daeng, el Mae Pi, el Doi Pha HOm Pok, el Mae Tho, el Mae Takrai, el Doi Suthep-Pui, l'Op Khan, el Khun Khan i el Namtok Bua Tong-Namphu.
D'entre els espais protegits, també hi han els santuaris de la vida salvatge: Omkoi, Chiang Dao, Mae Lao-Mae Sae i Samoeng.

### Clima
La província de Chiang Mai gaudeix d'un Clima de la sabana (Classificació climàtica de Köppen). Té una temperatura temperada a les terres baixes i d'elevació moderada, amb temporada càlida i humida. Durant l'estació seca hi pot haver temperatures baixes a les zones elevades. La temperatura més alta que s'ha enregistrat a la història és de 42,4 C, el maig de 2005.

## Demografia i població
Un 13,4% de la població de la província pertany a les tribus de les muntanyes.
- Akha. Són el grup minoritari més nombrós de la regió. Són originaris del Tibet i de la Xina meridional.
- Hmong, originaris del sud de la Xina, que viuen a les zones altes. Viuen de la ramaderia i del cultiu d'arròs, tabac i cols. Són coneguts per la seva artesania en plata.
- Els Karen viuen a les valls i a les ribes dels rius.
- Els Lahu, originaris de la Xina meridional que viuen en zones altes. Són coneguts per ser caçadors i agricultors.
- Els Lisu, del sud de la Xina i el Tibet. Coneguts pels seus vestits acolorits. Són agricultors d'arròs i blat de moro.
- Els dai (o tai lue).
- Els Shan, d'origen birmà. Cultiven arròs, tenen ramats i comercien. Tenen artesania de tèxtil, ceràmica i objetes fets amb fusta i bronze.
- Els yao, que habiten a les muntanyes. Són coneguts per la seva ferreria i artesania d'objectes de plata.

### Religió
La majoria de les persones de la província són budistes (83,26%) i un 15,8% són cristians. També hi ha petites minories d'islàmics, hindús, confucionistes i sikhs.
Religió a Chiang Mai

## Subdivisions administratives i govern
La província està dividida en 25 districtes (amphoe), que a si mateixos estan subdividits en 204 subdistrictes (tambons) i 2.066 poblats (muban).
1. Mueang Chiang Mai: 50000
2. Chom Thong: 50160
3. Mae Chaem: 50270
4. Chiang Dao: 50170
5. Doi Saket: 50220
6. Mae Taeng: 50150
7. Mae Rim: 50180
8. Samoeng: 50250
9. Fang: 50110
10. Mae Ai: 50280
11. Phrao: 50190
12. San Pa Tong: 50120
13. San Kamphaeng: 50130
14. San Sai: 50210
15. Hang Dong: 50230
16. Hot: 50240
17. Doi Tao: 50260
18. Omkoi: 50310
19. Saraphi: 50140
20. Wiang Haeng: 50350
21. Chai Prakan: 50320
22. Mae Wang: 50360
23. Mae On: 50130
24. Doi Lo: 50160
25. Galyani Vadhana: 50270

### Governs locals
El novembre de 2019 hi havia: una Organització de l'Administració provincial de Chiang Mai (Ongkan Borihan Suan Changwat) i 121 municipis (thebasan) a la província. Chiang Mai té l'estatus de ciutat (thesaban nakhon). Mae Jo, Mae Hia, Mueang Kaen Phatthana i Ton Pao tenen l'estatus de pobles (thesaban mueang). A més a més, hi ha 116 municipalitats de subditrictes (thesaban tambon). Les zones que no tenen l'estatus de municipi són administrades per 89 organitzacions administratives de subdistrictes (SAO - Ongkan borihan suan tanbon).

## Història
La ciutat de Chiang Mai, capital de l'actual província, també va havia estat capital del regne de Lanna, fundat el 1296. Des d'aquest moment, Chang Mai també esdevé el centre del budisme del nord de l'actual Tailàndia.
El 1558 Chiang Mai passa a ser una colònia del Primer Imperi Toungoo fins a la Guerra Birmano-Siamesa de 1775-1776. El 1774 el règim colonial birmà va caure contra una coalicio de forces lanna-siameses. A partir d'aquest moment, la zona pasa a dependre del Siam. El Siam instaura un regne vassall a les regions de Lampang i Chiang Mai governat per Kawila.
Durant el regnat del rei Chulalongkorn del Siam es fa una política centralitzadora que provoca la pèrdua de la independència del Chiang Mai-Lampang. En aquest moment la província és annexionada i esdevé una subdivisió de segon nivell del Siam.
El 1933, Chiang Mai rep l'estatus de província del Siam.

## Regions agermanades
La província està agermanada amb les següents regions:
- Shanghai, China (2000)
- Yogyakarta, Indonesia  (2007)
- Qingdao, China (2008)
- Chongqing, China (2008)
- Hokkaido, Japan (2013)[17]
- Bursa, Turkey (2013)
- Kengung, Myanmar (2014)[18]
- Chengdu, China (2015)

## Galeria de fotografies

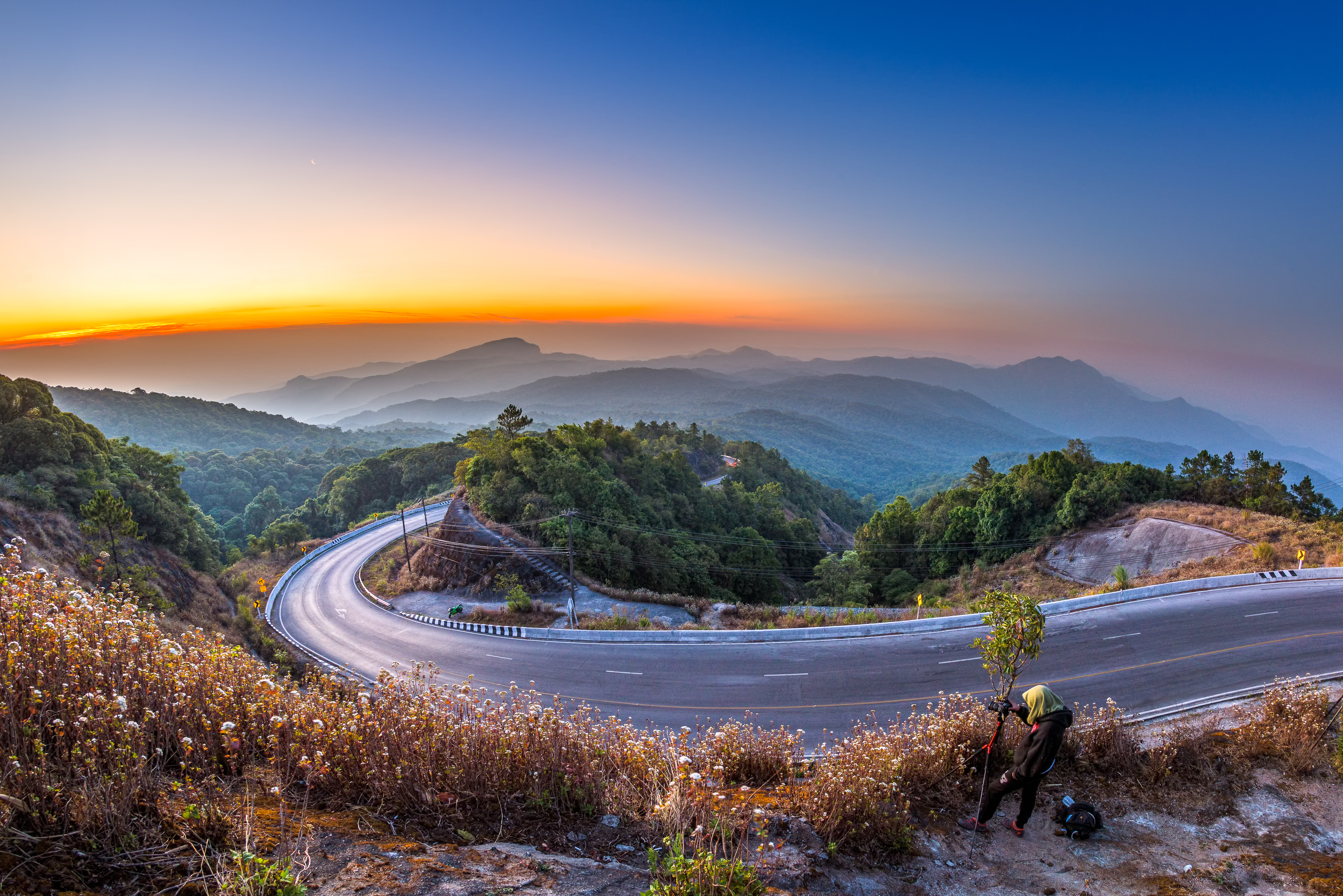
Vistes del km 41 de la carretera 1009, Doi Inthanon
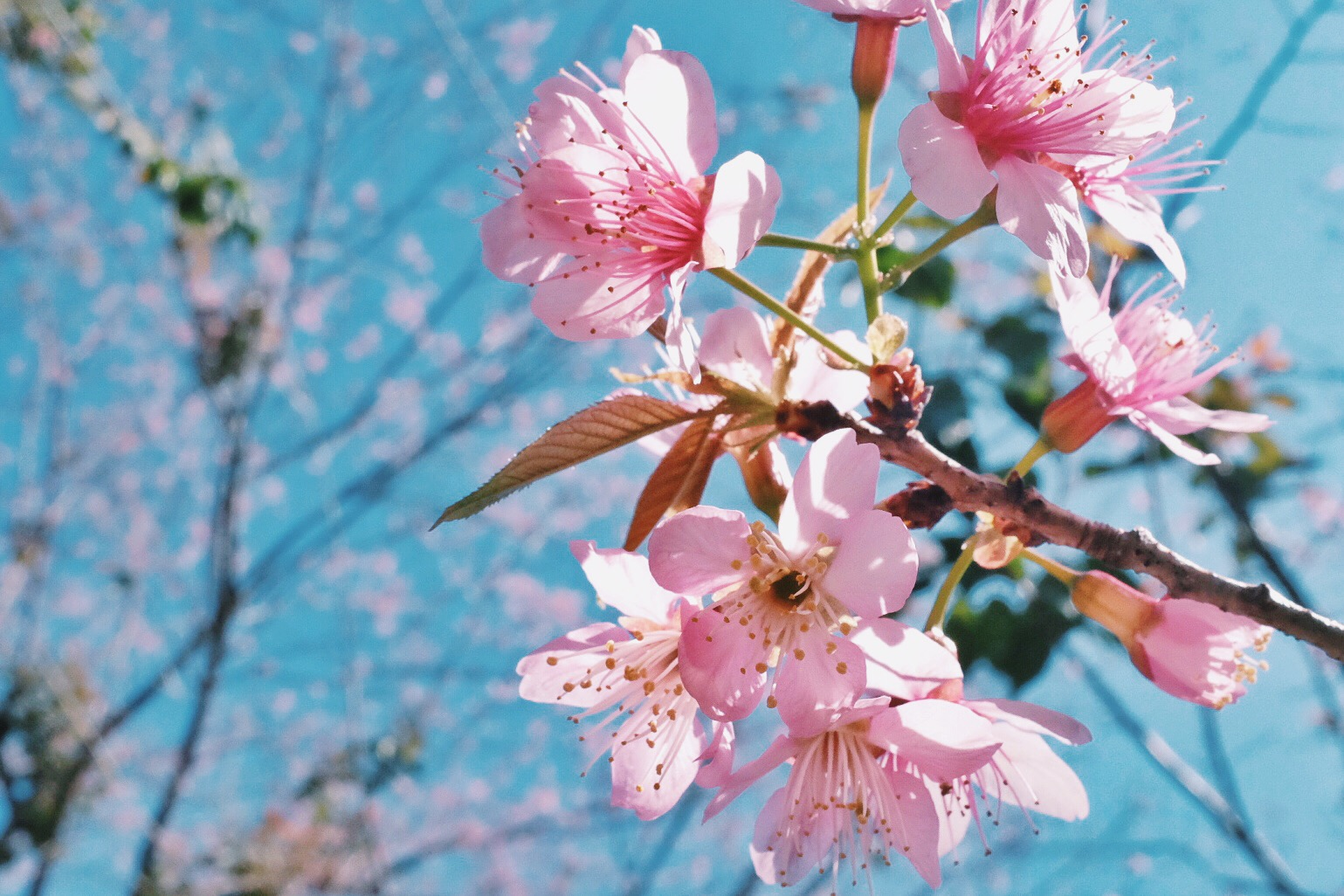
Prunus cerasoides floritn al Doi Suthep–Pui National Park
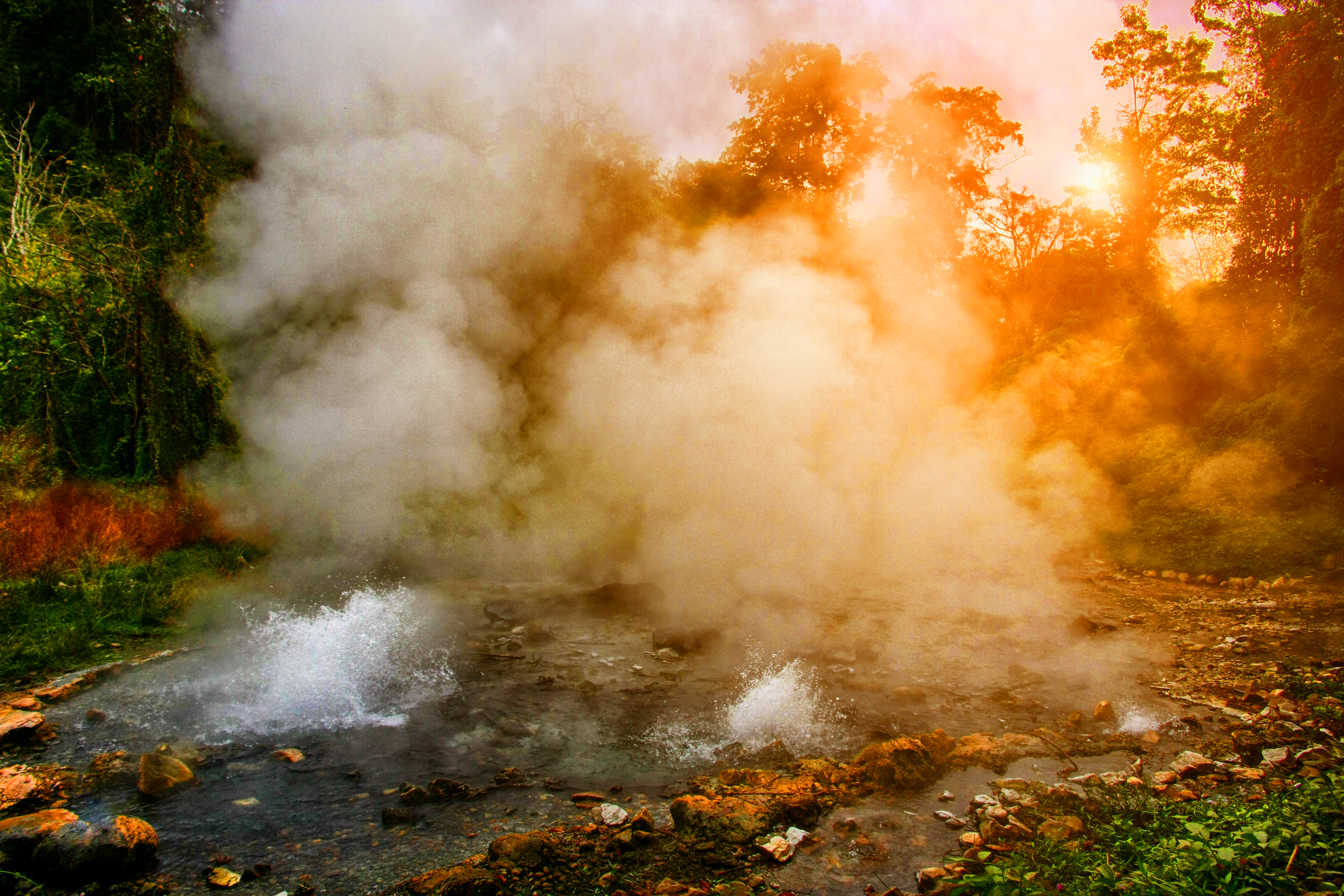
Aigües termals Pong Dueat, Huai Nam Dang National Park
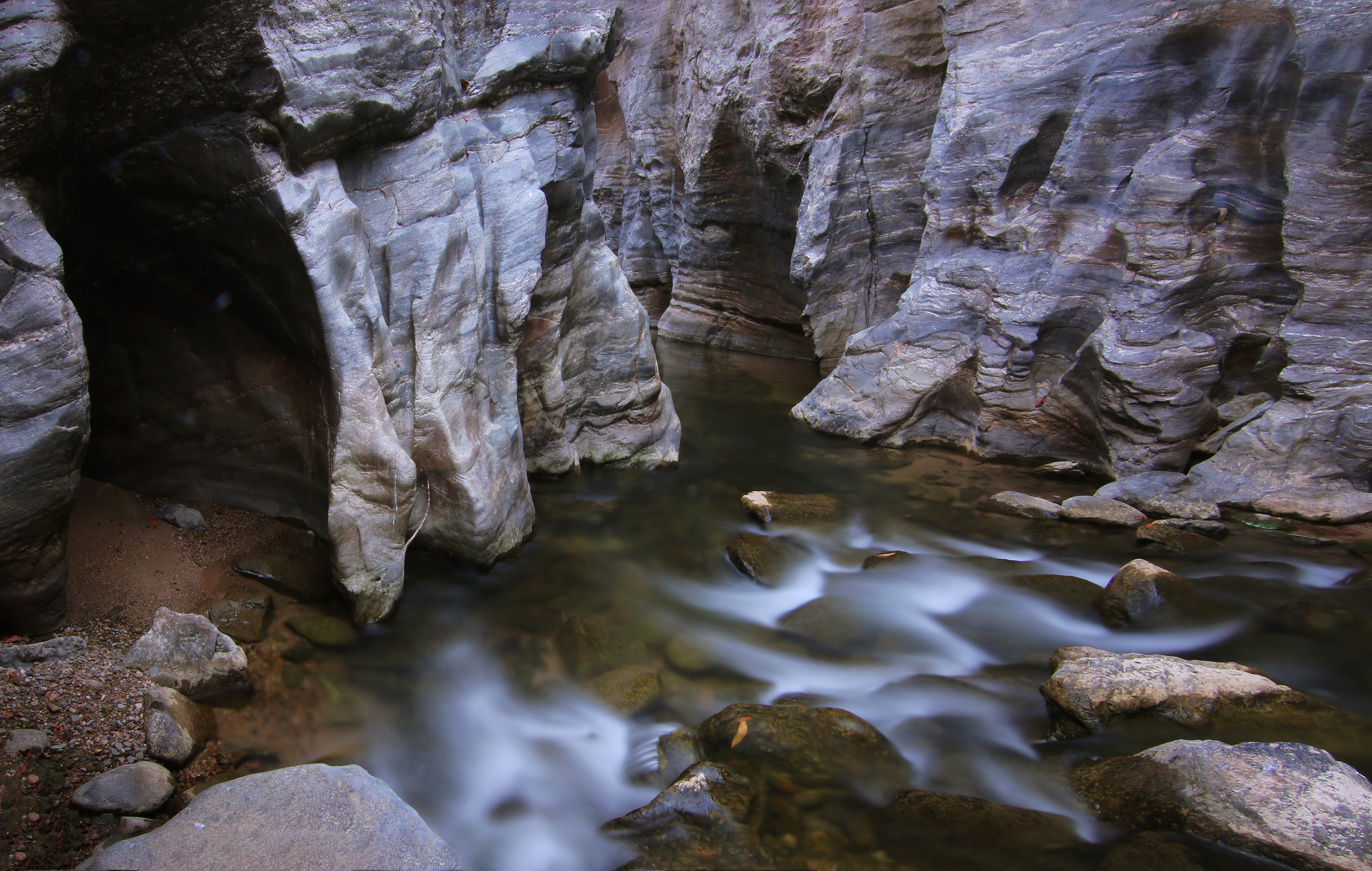
Parc national Ob Khan
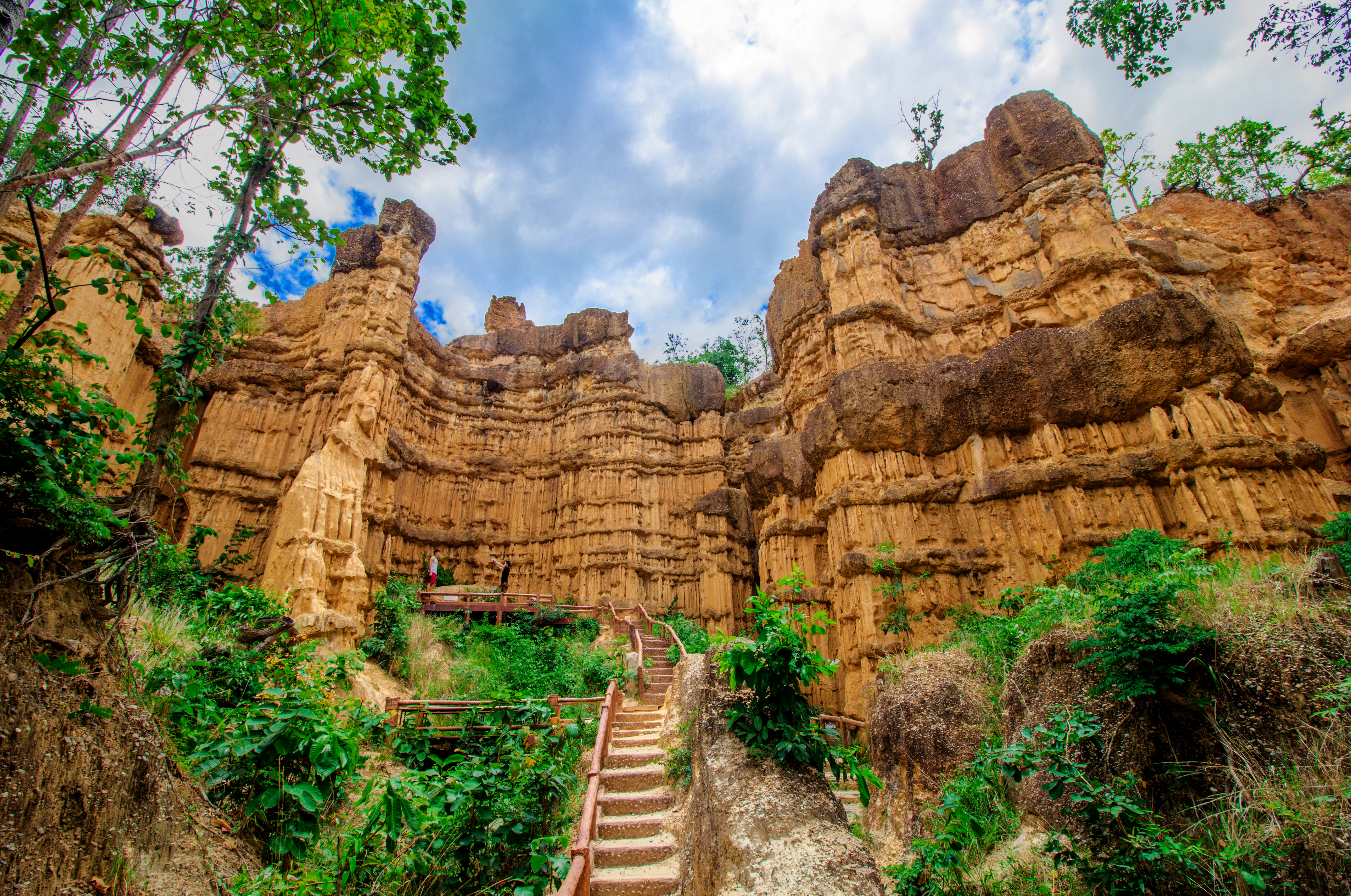
Parc nacional Mae Wang
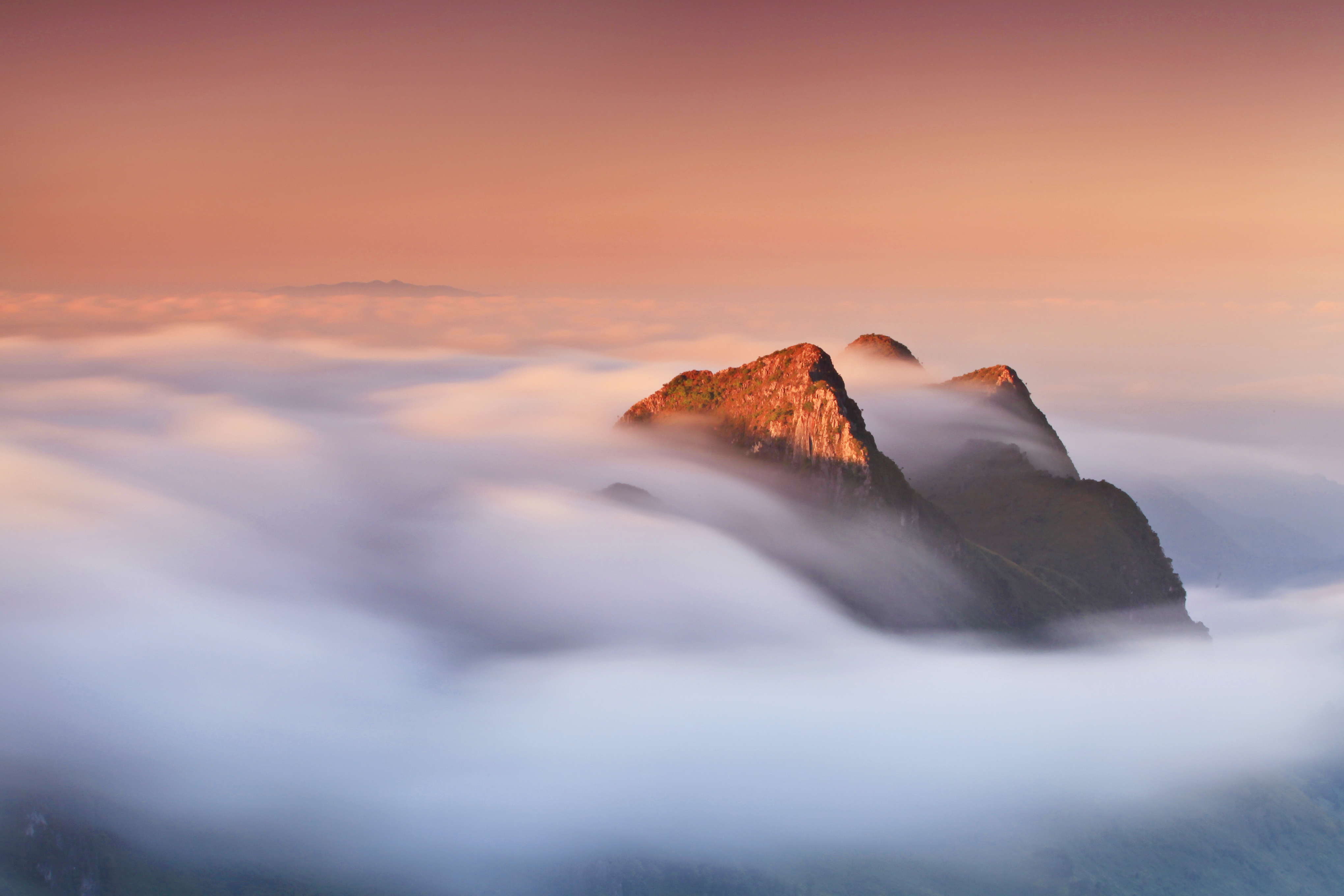
Montanya Doi Chiang Dao
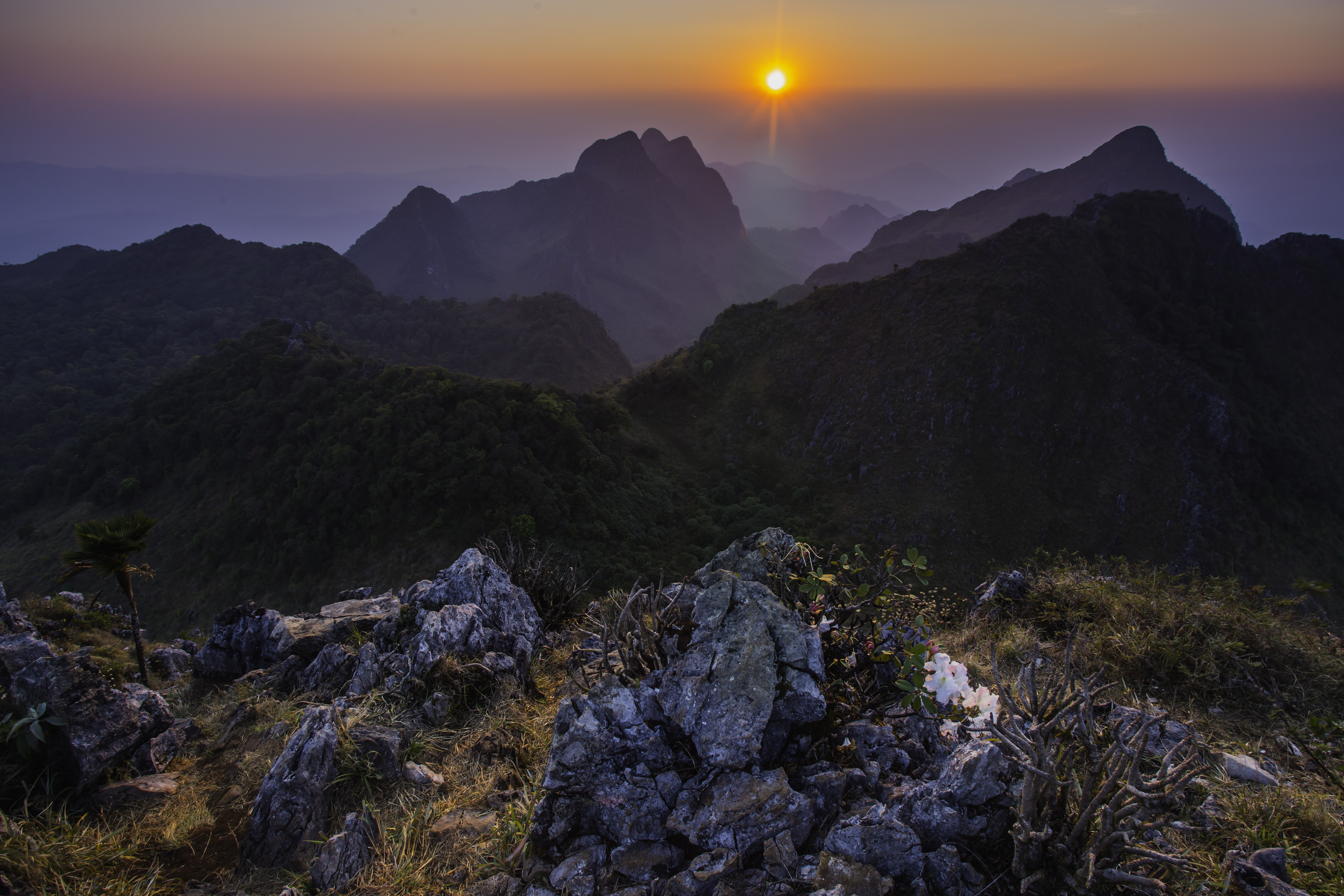
Pha Daeng National Park al Districte Chiang Dao
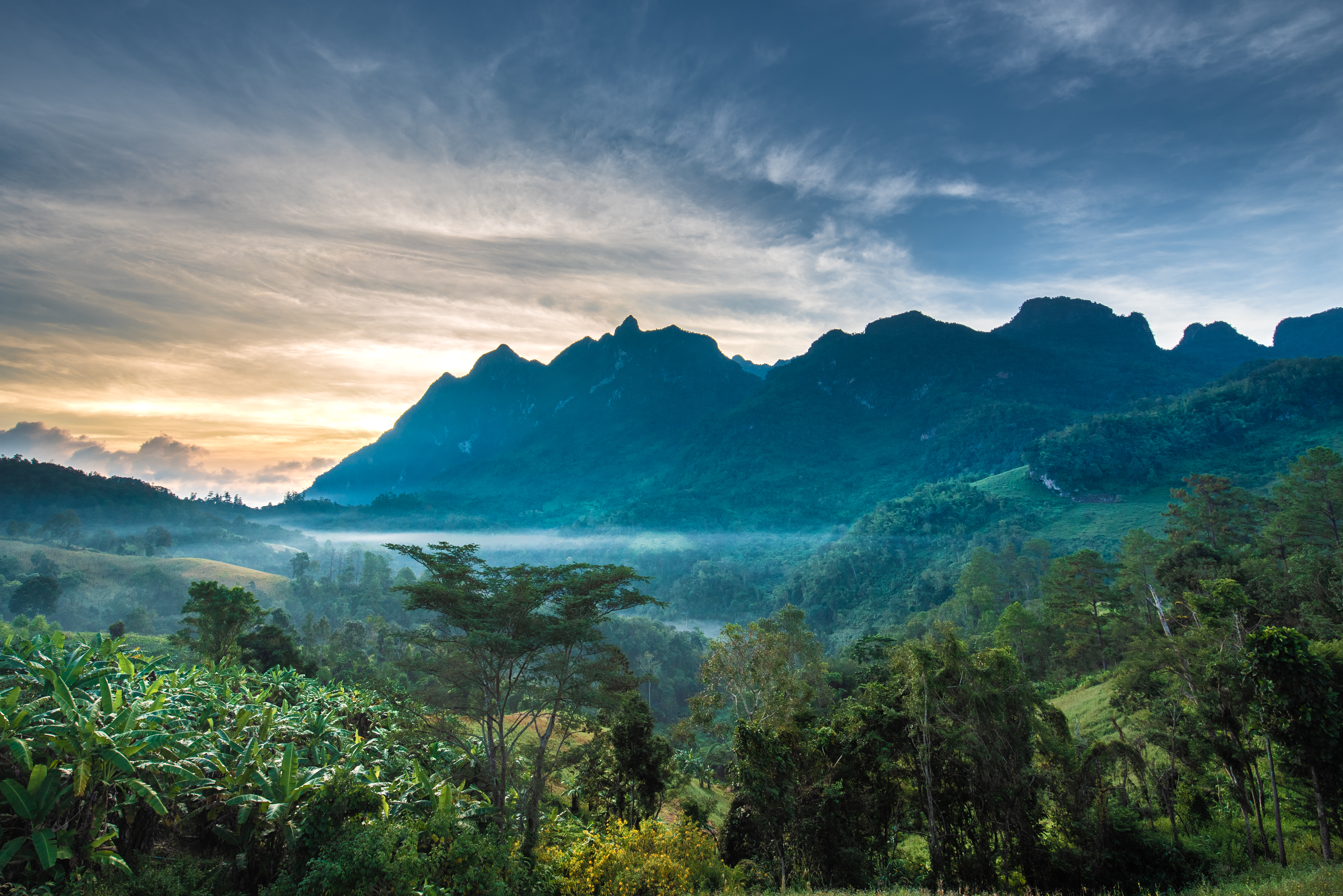
Les montanyes del Chiang Dao Wildlife Sanctuary al Chiang Dao District
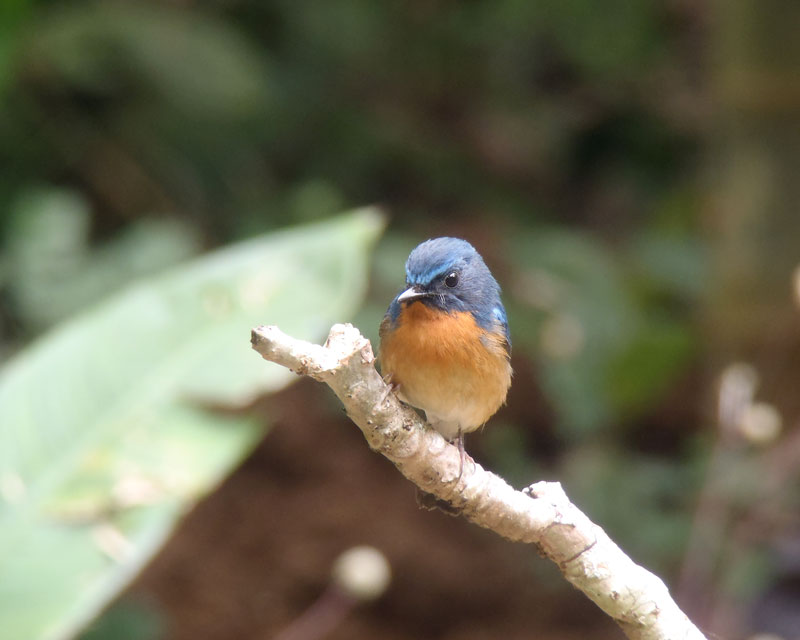
Ocell al Chiang Dao Wildlife Sanctuary
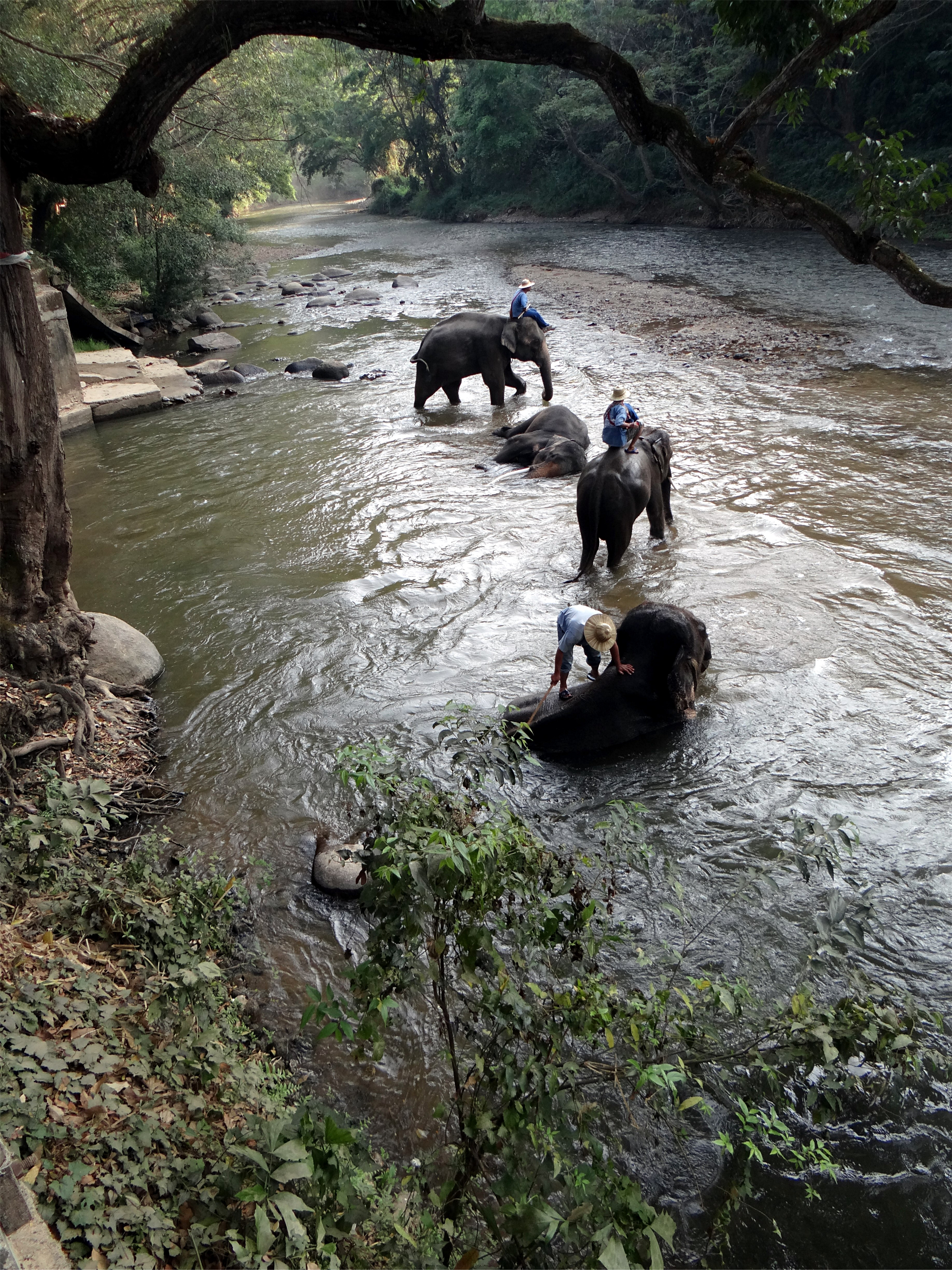
Elefants banyant-se al riu Taeng
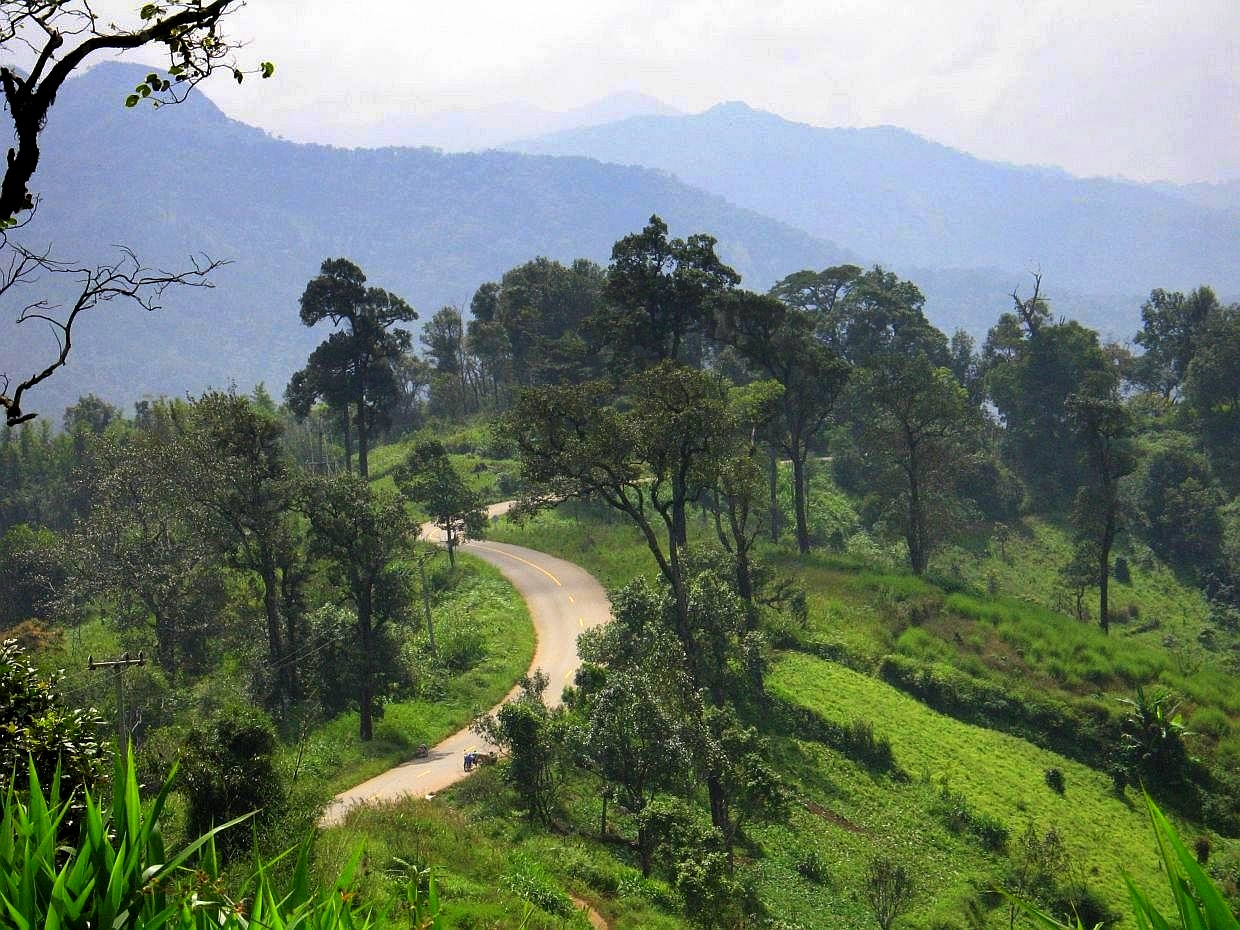
Mae Thun Noi, Omkoi
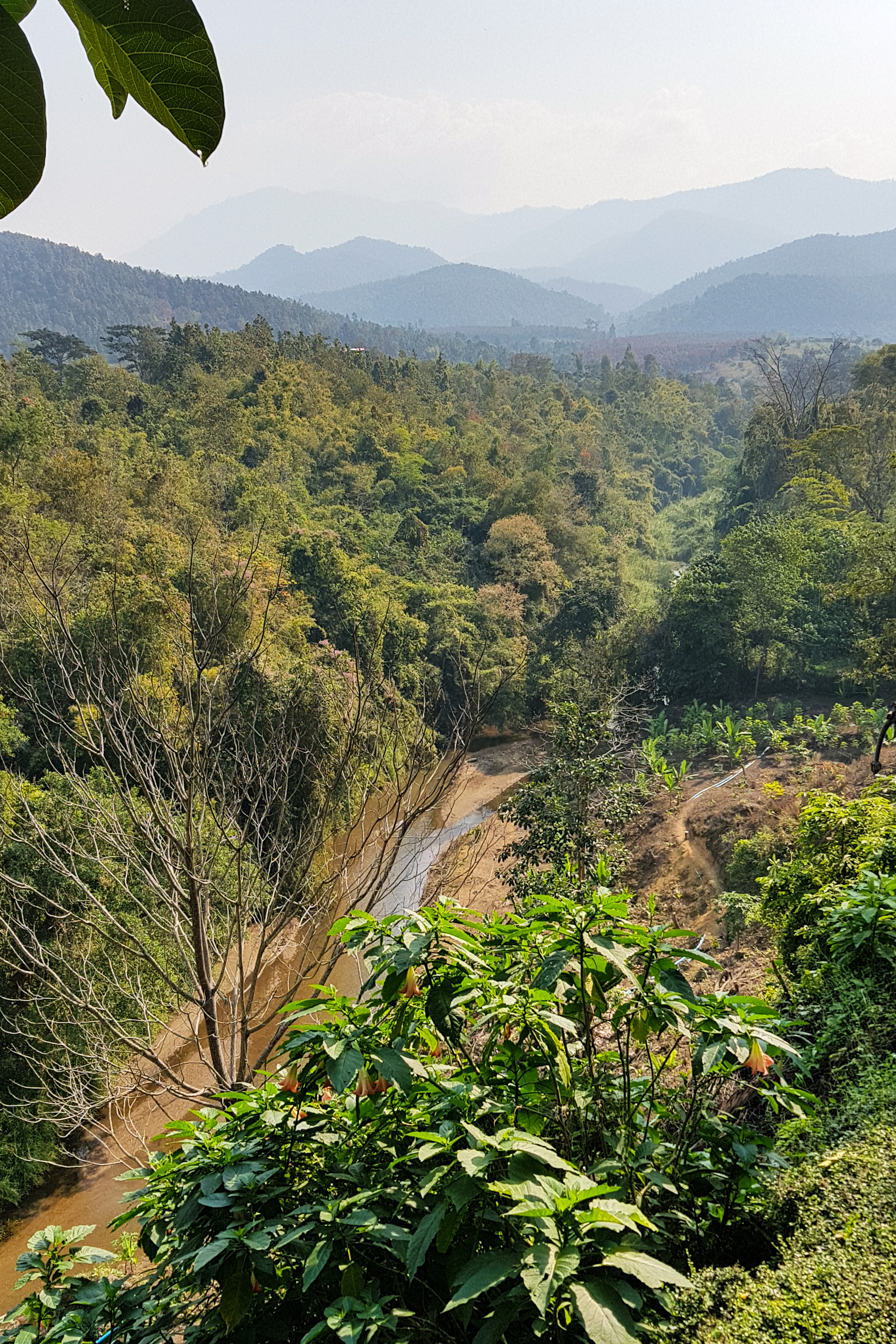
El riu Fang, afluent del Mekong al Chai Prakan District
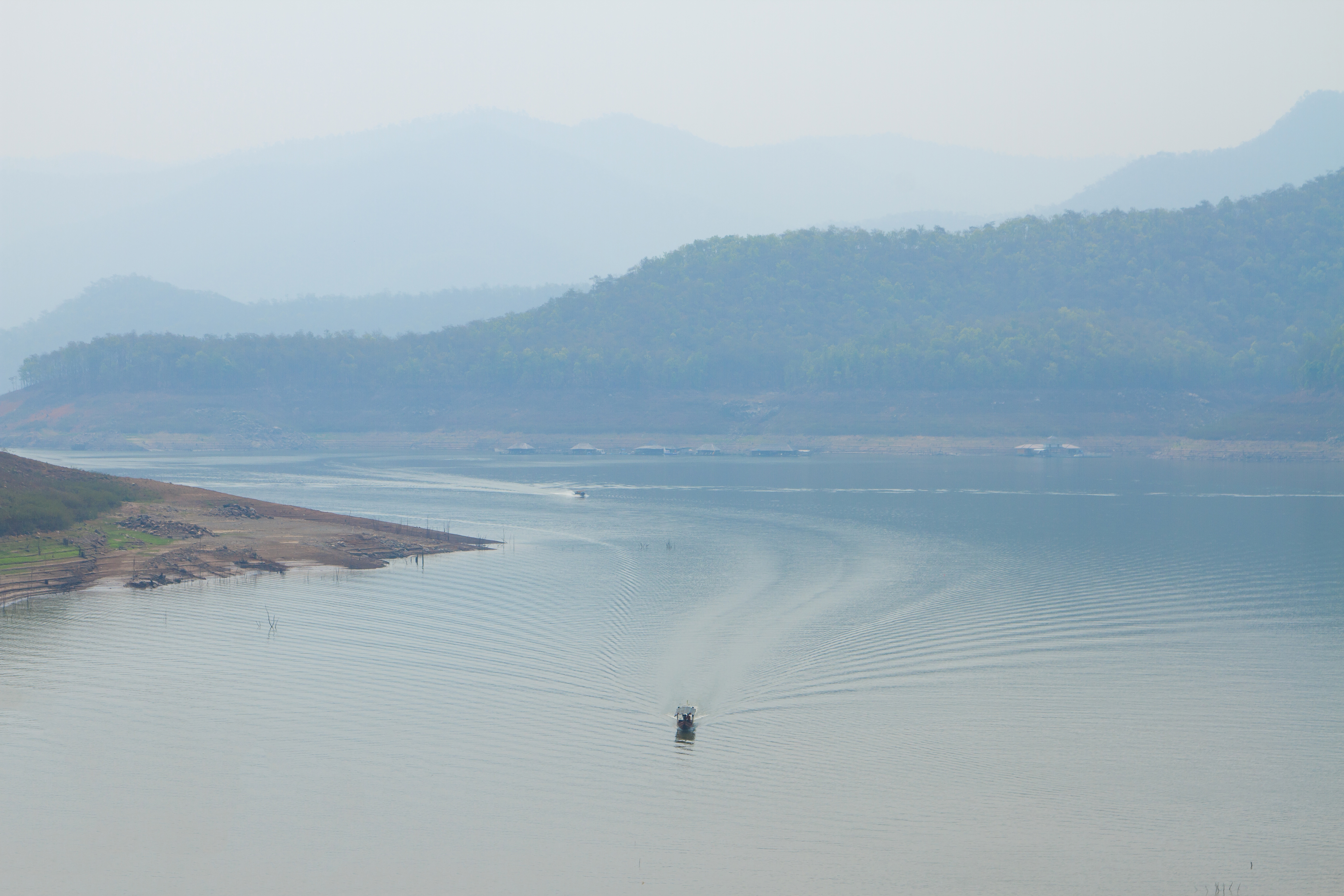
El llac de Mae Ngat Somboon Chon Dam, Si Lanna National Park
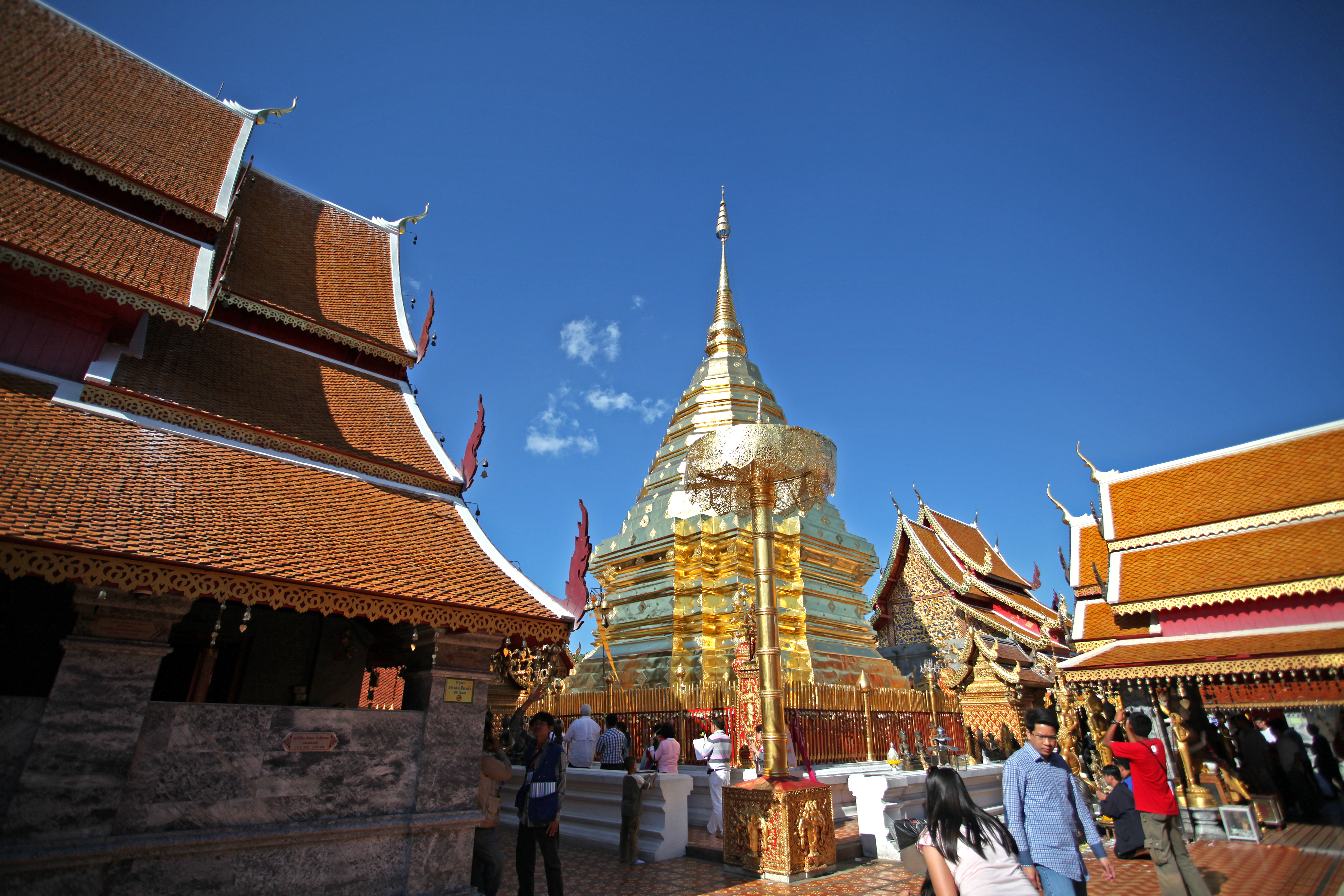
Temple Wat Phra That Doi Suthep
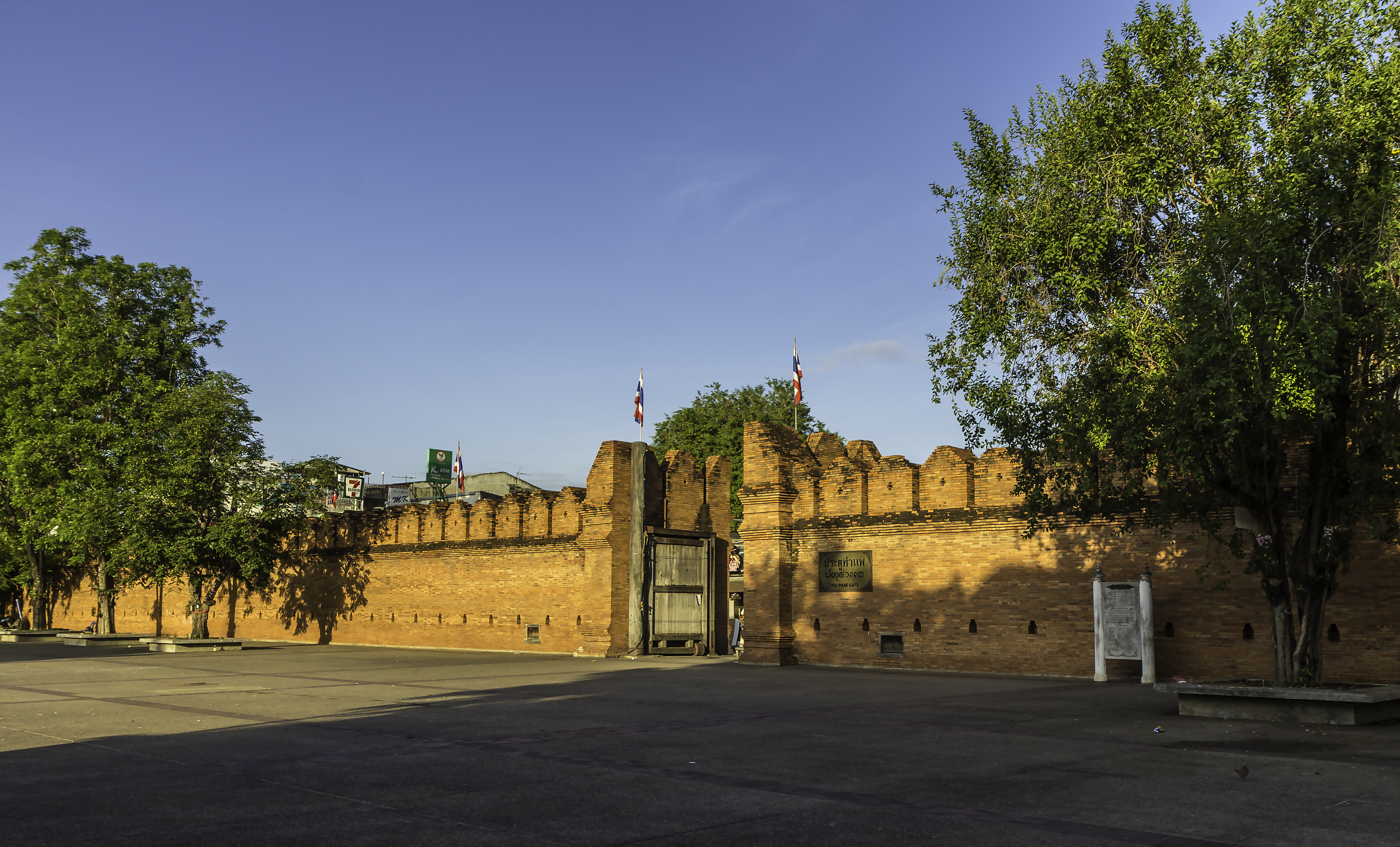
Porta Est (Tha Phae) a les muralles de Chiang Mai
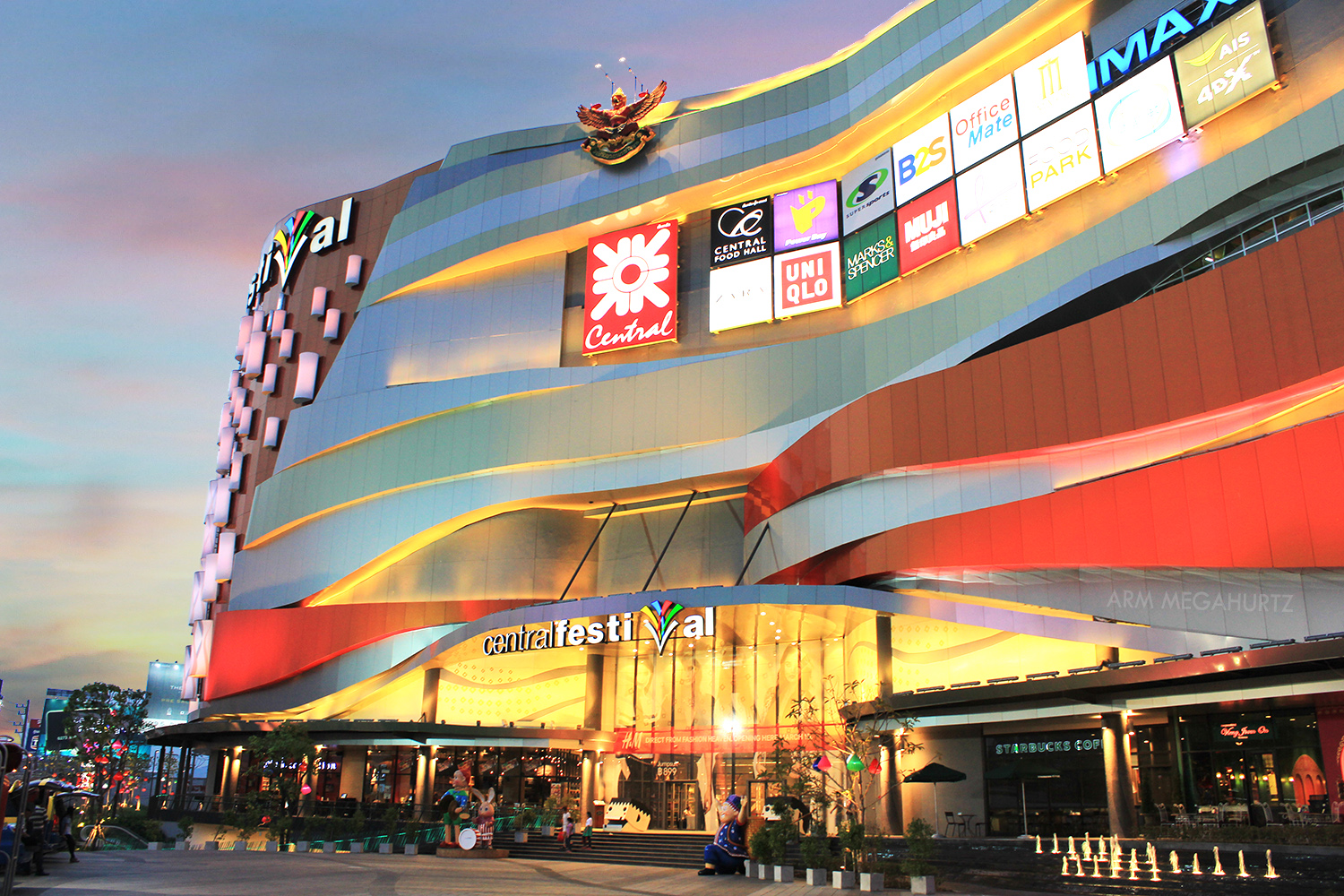
Centre comercial a Chiang Mai
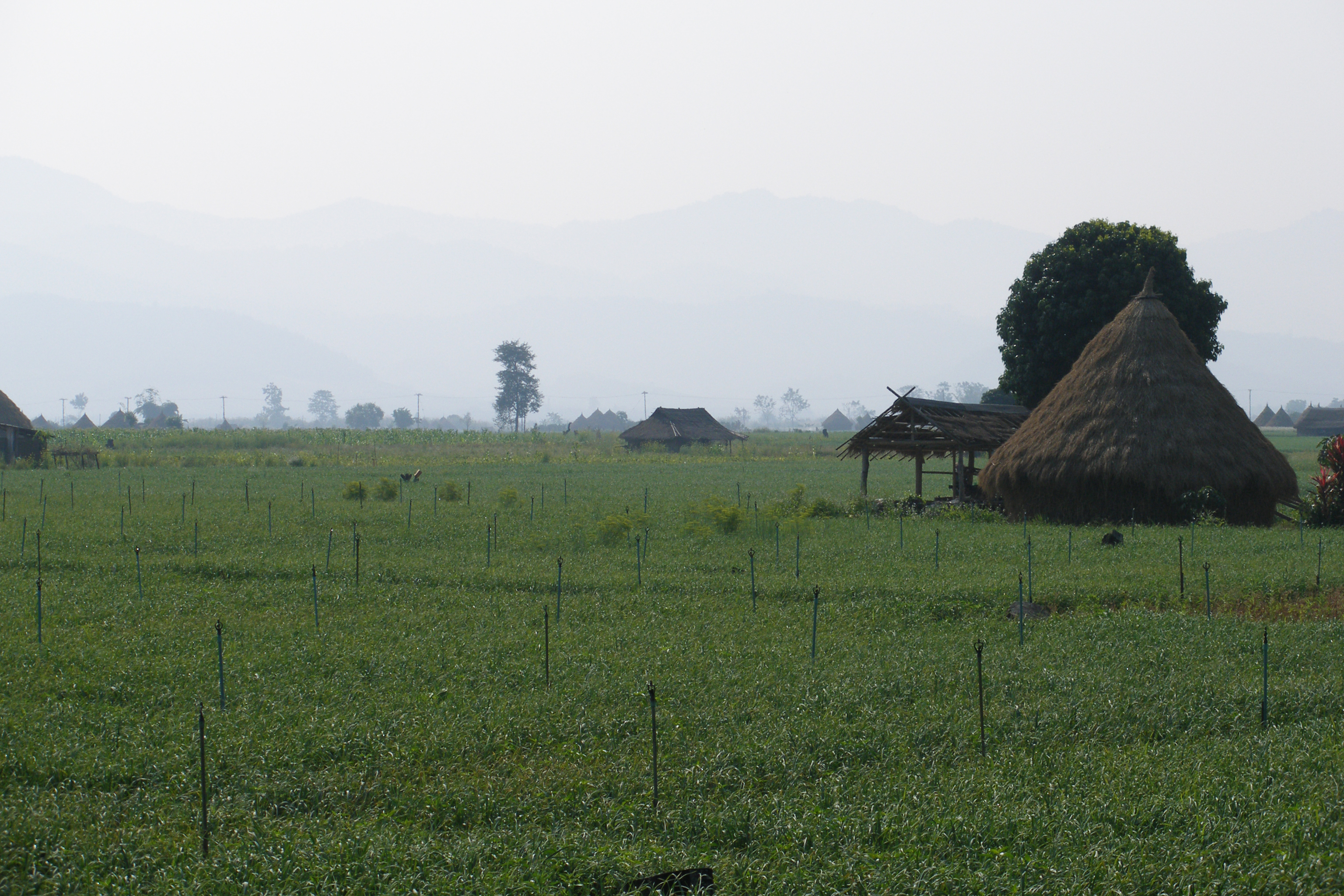
Paisatge de Thaton
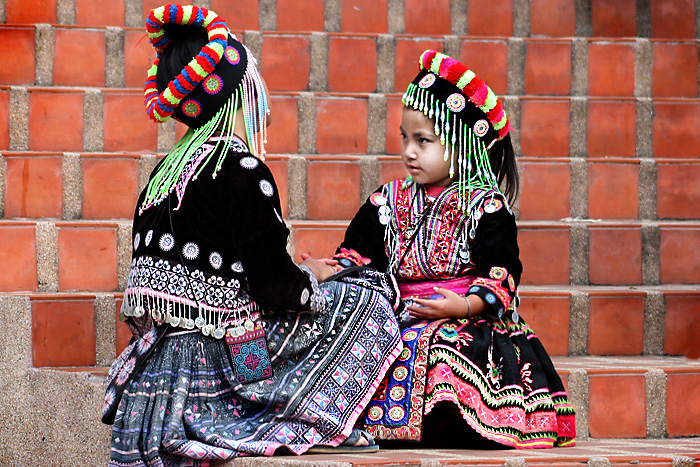
Noies Hmong
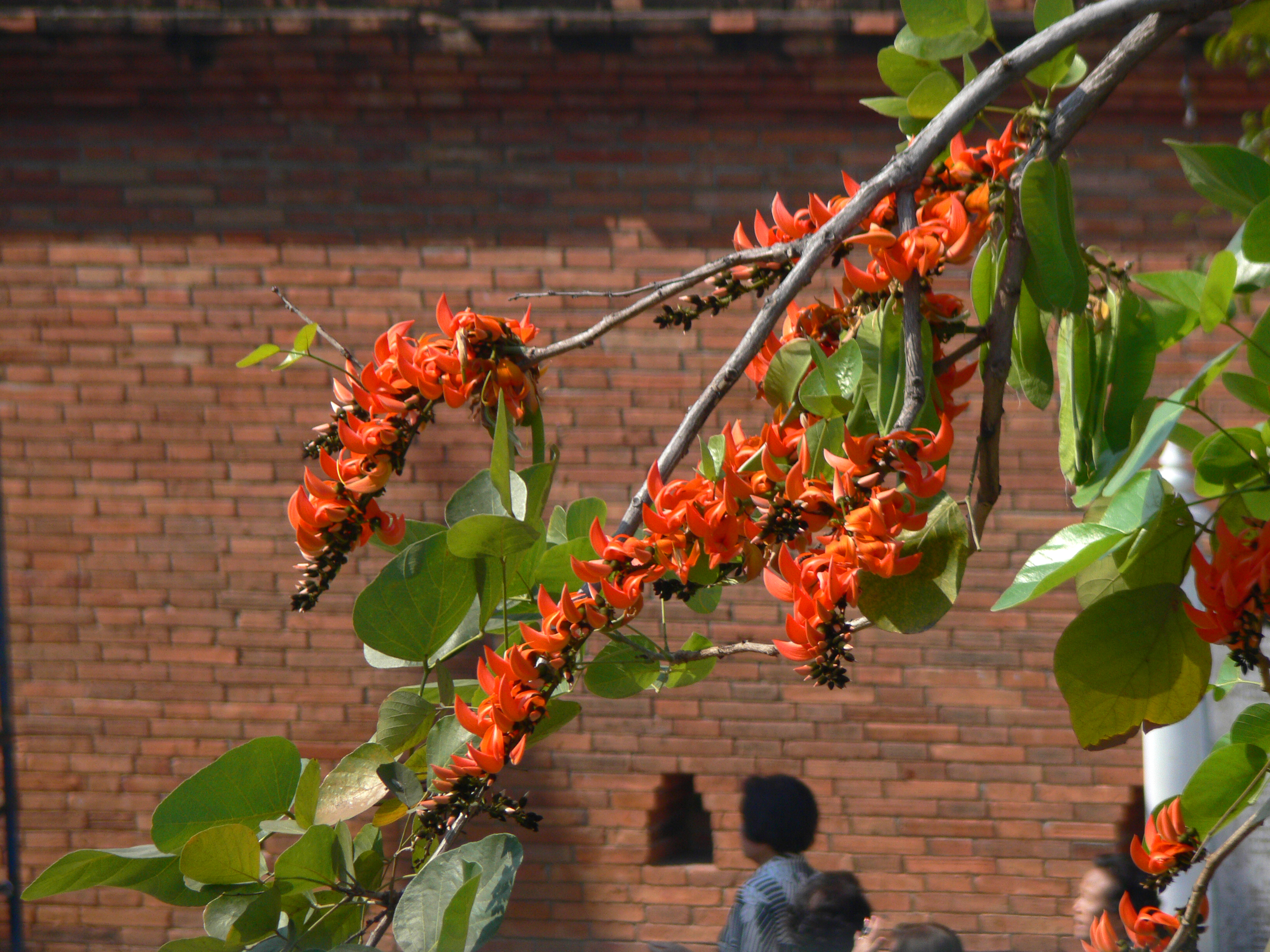
La "flama del bosc"